# ميرنا فانك
ميرنا فانك (بالألمانية: Mirna Funk)‏ هي صحفية وكاتِبة ألمانية، ولدت في 1981 في برلين في ألمانيا.

## وصلات خارجية
- ميرنا فونك على موقع IMDb (الإنجليزية)